# Hanne Hellesen
Johanne "Hanne" Hellesen (født 20. december 1801 i København; død 9. maj 1844 sammesteds) var en dansk maler.
Hun var datter af skibsfører Hans Jochum Hellesen og Johanne Cecilie Margrethe født Gørtz og var slægtning til dekorationsmaler Adolph Hellesen, hvis farfader, urtekræmmer, oberst Claus Bernth Hellesen, var broder til hendes fader. Da hun tidlig viste lyst til tegning, uddannede hun sig under J.L. Jensen til blomstermalerinde, og fik i 1827 efter ønske et vidnesbyrd af Kunstakademiet, for "at have røbet en saadan Fremgang og Udvikling i Kunsten" at hun en gang "vil kunne indtage en udmærket Plads mellem sit Kunstfags Dyrkere". 
I sommeren 1834 foretog hun for egen regning en rejse i Tyskland, hvor hun navnlig opholdt sig i Dresden for at kopiere et stykke af Jan van Huysum i malerisamlingen der. Hun udstillede på Charlottenborg Forårsudstilling i årene 1825-44 (20 gange med 81 værker), og Den kgl. Malerisamling indkøbte efterhånden tolv blomster- og frugtstykker af hende (i dag har museet kun fire i samlingen). I hendes arbejder går motiver igen fra den type blomstermaling på porcelæn, der blev udført på Sèvres-fabrikken i de første årtier af 1800-tallet. Enkelte motiver kan føres tilbage til 1770'erne.
Hun var ugift og er begravet på Assistens Kirkegård.
Hendes værker har siden været udstillet på Kvindernes Udstilling i København 1895, på Raadhusudstillingen 1901, på Kvindelige Kunstneres retrospektive Udstilling i samme by 1920 og på Some Danish Paintings of the 19th Century, Bury Street Gallery, London 1984.

## Værker
- To blomsterkranse, omgivende prins Christian Frederik og hans gemalindes portrætter (udstillet 1826, portrætterne kopier efter Massot)
- Forårsblomster på et bord (udstillet 1828, tilhørte prinsesse Vilhelmine Marie)
- En vase med blomster (udstillet 1829, tilhørte prinsesse Caroline)
- Et frugtstykke (1831, Statens Museum for Kunst)
- En vase med blomster (købt 1837, Statens Museum for Kunst)
- En vase med blomster (1838, Statens Museum for Kunst)
- En vase med forårsblomster (1840, Statens Museum for Kunst)
- Hanne Hellesen er tidligere repræsenteret i Johan Hansens samling, Den Barnekowske Samling og Kunstforeningens samling af håndtegninger.

## Billeder
| - Værker af Hanne Hellesen - Ananas, druer og pærer i en glasskål på en karm, 1821 - Opstilling med frugter, blomster og egern, 1829 - Opstilling med nyudsprungne bøge- og frugtgrene, tulipan, primulaer og violer arrangeret på et bord, 1834 - Opstilling med blomster og frugt, 1836 - Nyudsprungne bøgegrene i en glasvase på en karm. Ved vasens fod en broget buket, 1837 - Et glas med forårsblomster, 1840 - Lyserøde roser og forglemmigej i et glas på en marmorkarm, 1842 - Roser, 1842 - Rød- og hvidtjørn på en træstub i skoven, caprifolie slynger sig ved træstubben, 1842 - Forårsblomster i et glas på en marmorkarm, 1843 - Opstilling med vilde roser, valmuer og snerler, 1843 - Opstilling med pæoner og primula på en stenkarm. Ml. 1819 og 1844 |